# Actinernus michaelsarsi
Espèce
Actinernus michaelsarsi est une espèce de la famille des Actinernidae.

## Systématique
Le nom valide complet (avec auteur) de ce taxon est Actinernus michaelsarsi Carlgren, 1918.

## Publication originale
- Carlgren, O. (1918). Die Mesenterienanordnung der Halcuriiden. Kungliga Fysiografiska Sällskapets Handlingar, 29, N.F., (29): 1-37